# ClubJenna
ClubJenna — компания, основанная в 2000 году и занимающаяся производством различных порнографических материалов. Компания была основана бизнесменом и порноактёром Джэем Грдина (псевдоним Джастин Стерлинг), а также порноактрисой Дженной Джеймсон.
ClubJenna был основан в начале как персональный веб-сайт актрисы, а позднее расширен до рамок продюсирующей компании, выпускающей фильмы с 2001 года. Первым фильмом студии стал «Briana Loves Jenna». Дженна Джеймсон снялась в нём вместе с порноактрисой немецкого происхождения Брианой Бэнкс. В 2003 году картина была представлена к наградам AVN Awards в номинациях «Самый продаваемый фильм» и «Самый лучший фильм в кинопрокате» за 2002 год. К 2005 году доходы студии ClubJenna составили 30 миллионов долларов в год. В 2006 году Рейтерс назвало компанию как одну из самых мощных в американской порноиндустрии.
В настоящее время контракт с компанией имеют такие звёзды как Лила Стар и Рокси Джезель. Кристал Стил стала первой порноактрисой, заключившей контракт со студией в октябре 2003 года. 2 мая 2007 года компания объявила о продлении контрактов со своими четырьмя главными исполнительницами: Эштон Мур, Маккензи Ли, Софией Росси и Шанель Сент. Джеймс. Джесси Капелли и Бри Беннетт же покинули компанию.

## Выпущенные фильмы

### 2002
- Briana Loves Jenna

### 2003
- I Dream of Jenna
- Jenna Loves Kobe

### 2004
- Bella Loves Jenna
- The Masseuse
- Krystal Method

### 2005
- Steal Runway
- Raw Desire
- Jenna Loves Pain

### 2006
- Porno Revolution
- Nikita’s Extreme Idols
- McKenzie Made
- Krystal Therapy
- Sophia Syndrome
- Deep in Style
- McKenzie Illustrated
- Insexts
- Jenna’s Provocateur
- Brea’s Crowning Glory
- Chanel No. 1
- Ashton Asylum
- Jesse Factor
- Filthy’s First Taste
- MILF School
- Altered Minds
- Jenna Loves Justin
- McKenzie Loves Pain

### 2007
- Filthy’s First Taste: Second Edition
- MILF School 2
- Killer Desire
- Club Jenna’s Casting Couch Part 1
- Rockin' Roxy
- Filthy’s Monster Cocks
- Filthy’s First Taste 3
- Sophia Revealed
- Chatte Magnifique
- Brea’s Prowl
- Janine Loves Jenna
- Jesse Loves Pain
- Chanel Illustrated
- Bangin Brea
- Confessions Of The Heart
- La Femme Chanel
- I Dream Of Jenna # 2
- Beloved Chanel
- Rossi’s Revenge
- Brea Unfaithful
- Sophia’s Private Lies
- Lela Undone
- Erotic Aftershock

### 2008
- Jenna Loves Diamonds
- Filthy’s First Taste 7
- Dylan’s Ultimate Fantasy
- Pinup Perversions With Lela Star
- Sophia Royale
- Chanel # 2
- Roxy Jezel: Shagaholic
- Brea’s Mirror Image
- Roxy’s Wet Dreams
- Pinup Perversions With Roxy Jezel
- High Definition
- Cock Grinder: Brea Bennett
- Served Raw
- Burn
- Possessed & Undressed
- Brea’s Private Lies # 2
- Milk Jugs
- Ass On Tap
- Sophia Illustrated
- Pinup Perversions With Krystal Steal
- Flesh Agenda